# Баскско-исландский пиджин
Баскско-исландский пиджин — пиджин, на котором говорили в Исландии в XVII в. Сохранился в исландских манускриптах того же и следующего веков. Пиджин состоял из баскских, германских и романских слов. Мог развиться в Вестфирдире, где были написаны манускрипты, но, поскольку он испытал влияние многих других европейских языков, более вероятно, был создан в другом месте и привезён в Исландию баскскими моряками.
В манускрипте АМ 987 4to, хранящемся в Институте исландских исследований Аурни Магнуссона в Рейкьявике, имеется два баскско-исландских глоссария под названиями Vocabula Gallica (французские слова) и Vocabula Biscaica (баскские слова). В конце Vocabula Biscaica, который содержит в общей сложности 278 слов и коротких предложений, есть несколько фраз, где баскские элементы смешиваются со словами из голландского, английского, французского, немецкого и испанского языков. Баскско-исландский пиджин является тем самым смесью не между баскским и исландским языками, а смесью между баскским и несколькими прочими европейскими языками. Он назван так из-за того факта, что был записан в Исландии и переведён на исландский язык.

## Записи в Vocabula Biscaica

В течение длительного времени китобойный промысел был важной отраслью в стране басков, что отражено, например, на щите из деревни Гетари в Лабурдане

Щит Ондарроа в Бискайе также показывает важность охоты на китов у басков

| Слово номер | Баскский глоссарий                                                  | Современный баскский                                           | Исландский глоссарий                                          | Перевод на русский                                    |
| ----------- | ------------------------------------------------------------------- | -------------------------------------------------------------- | ------------------------------------------------------------- | ----------------------------------------------------- |
| 193 & 225   | presenta for mi                                                     | Emadazu                                                        | giefdu mier                                                   | Дай мне                                               |
| 196         | bocata for mi attora                                                | Garbitu iezadazu atorra                                        | þvodu fyrer mig skyrtu                                        | Постирай мне рубашку                                  |
| 209         | fenicha for ju                                                      | Izorra hadi!                                                   | liggia þig                                                    | Пошёл ты!                                             |
| 216         | presenta for mi locaria                                             | Emazkidazu lokarriak                                           | giefdu mier socka bond                                        | Дай мне подвязки                                      |
| 217         | ser ju presenta for mi                                              | Zer emango didazu?                                             | hvad gefur þu mier                                            | Что ты мне даёшь?                                     |
| 218         | for mi presenta for ju biskusa eta sagarduna                        | Bizkotxa eta sagardoa emango dizkizut                          | Eg, skal gefa þier braudkoku og Syrdryck                      | Я дам тебе лепёшек и кислого питья                    |
| 219         | trucka cammisola                                                    | Jertse bat erosi                                               | kaufftu peisu                                                 | Купи свитер                                           |
| 220         | sumbatt galsardia for                                               | Zenbat galtzerditarako?                                        | fyrer hvad marga socka                                        | Почём носки?                                          |
| 223         | Cavinit trucka for mi                                               | Ez dut ezer erosiko                                            | eckert kaupe eg                                               | Я ничего не покупаю                                   |
| 224         | Christ Maria presenta for mi Balia, for mi, presenta for ju bustana | Kristok eta Mariak balea ematen badidate, buztana emango dizut | gefe Christur og Maria mier hval, skal jeg gefa þier spordenn | Если Христос и Мария дадут мне кита, я дам тебе хвост |
| 226         | for ju mala gissuna                                                 | Gizon gaiztoa zara                                             | þu ert vondur madur                                           | Ты плохой человек                                     |
| 227         | presenta for mi berrua usnia eta berria bura                        | Emadazu esne beroa eta gurin berria                            | gefdu mier heita miölk og nyt smior                           | Дай мне горячего молока и нового масла                |
| 228         | ser travala for ju                                                  | Zertan egiten duzu lan?                                        | hvad giorer þu                                                | Что ты делаешь?                                       |

### Слова баскского происхождения
- atorra, atorra 'рубашка'
- balia, balea 'гладкий кит'
- berria, berria "новое"
- berrua, beroa 'тёплый'
- biskusa, (наварро-лабурданский диалект) заимствованное слово bizkoxa 'бисквит', в настоящее время означающее баскский пирог (ср. исп. bizcocho, изначально от старофранцузского bescuit)
- bocata[4]
- bustana, buztana 'хвост'
- ета, eta 'и'
- galsardia, galtzerdia 'носок'
- gissuna, gizona 'человек'
- locaria, lokarria 'галстук/шнурок'
- sagarduna, sagardoa 'сидр'
- ser, zer 'что'
- sumbatt, zenbat 'сколько'
- travala, старобаскское trabaillatu, связанное с франц. travailler и исп. trabajar 'работать'
- usnia, esnea 'молоко'
- bura, 'масло', от наварро-лабурданского заимствованного слова burra[5] (ср. франц. beurre, ит. burro и окситанское burre)

### Слова германского происхождения
- cavinit, старый голландский аналог современного немецкого gar nichts 'ничего'[6] или нижнегерманский kein bit niet 'ни капли'[7]
- for в предложении sumbatt galsardia for может быть получено из многих различных германских языков[8]
- for mi, Английский 'for me, для меня' (используется в качестве как субъекта, так и объекта; 'я' и 'мне')
- for ju, Английский 'for you, для тебя' (используется как в качестве как субъекта, так и объекта)

### Слова романского происхождения
- cammisola, исп. camisola 'рубашка'
- fenicha, исп. fornicar 'прелюбодействовать'
- mala, франц. или исп. mal 'плохой, злой'
- trucka, исп. trocar 'менять'[9]

В остальной части Vocabula Biscaica и других баскско-исландских глоссариях имеется также множество других французских и испанских слов. Например, баскское eliza 'церковь' в начале глоссария связана франц. église и исп. iglesia. Однако это не признак гибридного языка, а, скорее, результат французского и испанского влияния на баскский язык на протяжении веков, поскольку баскский перенял много заимствований из соседних языков. Кроме того, многие баскские моряки, приплывающие в Исландию, возможно, были многоязычными и говорили также на французском и/или испанском языках. Это объясняет, например, почему в конце Vocabula Biscaica исландское слово ja 'да' переводится как баскским bai, так и французским vÿ (в современном произношении "oui").

## История глоссариев
Сохранившаяся копия Vocabula Biscaica была написана Йоуном Оулафссоном из Груннавика, скопировашим более старый, но ныне утерянный оригинал. Эта копия (вместе с Vocabula Gallica) была найдена в середине 1920-х гг. исландским филологом Йоуном Хельгасоном в коллекции Arnamagnæan Копенгагенского университете. Он скопировал глоссарии, перевёл исландские слова на немецкий язык и отправил копии профессору Кристиану Корнелиусу Уленбеку из Лейденского университета в Голландии. Уленбека знал баскский язык, но поскольку в 1926 г. он ушёл из университета в отставку, он дал глоссарии своему аспиранту Николасу Герарду Хендрику Деену. Деен консультировался с баскским учёным Хулио де Уркихо и в 1937 году опубликовал докторскую диссертацию о баскско-исландских глоссариях. Она называлась Glossaria duo vasco-islandica и была написана на латыни, хотя большая часть фраз из глоссариев была переведена также на немецкий и испанский. В 1986 году оригинал рукописи был перевезён из Дании в Исландию.
Имеются также данные о третьем современном баскско-исландском глоссарии. В одном письме исландский лингвист Свейнбьорн Эгилссон упоминает двухстраничный документ, содержащий "забавные слова и глоссы" и копирует одиннадцать их примеров. Сам глоссарий был утерян, а письмо хранится в Национальной Библиотеке Исландии. Однако в этом глоссарии нет никаких элементов пиджина
В 2012 г. был найден четвёртый баскско-исландский глоссарий в библиотеке Хьютона в Гарвардском университете.